# Port lotniczy East London
Port lotniczy East London (IATA: ELS, ICAO: FAEL) – międzynarodowy port lotniczy położony w East London, w prowincji Przylądkowej Wschodniej. Jest jednym z największych portów lotniczych w Republice Południowej Afryki.

## Linie lotnicze i połączenia
| Linia Lotnicza | Kierunek                              |
| -------------- | ------------------------------------- |
| Airlink        | 1. Johannesburg                       |
| CemAir         | 1. Kapsztad 2. Johannesburg           |
| CemAir         | 1. Kapsztad 2. Durban 3. Johannesburg |